# Избор за бољи живот
Избор за бољи живот — Борис Тадић била је владајућа политичка коалиција у Србији. Предводиo је тадашњи председник ДС-а, Борис Тадић. Након одржаних парламентарних избора коалиција је постала опозициона.
Коалиција је створена за време српских парламентарних избора 2012, пошто је Србија добила кандидатуру за чланство у Европској унији.

## Настанак
Дана 16. марта 2012. јавности је представљена коалиција окупљена око Демократске странке.
Странке које су припадале коалицији:
- Демократска странка
- Лига социјалдемократа Војводине (иступила 2012)
- Зелени Србије
- Демократски савез Хрвата у Војводини
- Демохришћанска странка Србије (иступила 2012)
- Фракција Изворни Српски покрет обнове  (иступила 2013)

До јула 2012. године коалицији је припадала и Социјалдемократска партија Србије, када је иступила из ње и пришла владајућој коалицији.

## Фото галерија
- Завршна конвенција коалиције у Београду 2012.